# 김선영 (1914년)
김선영(金鮮英, 1914년 4월 9일 ~ 1995년)은 한국의 여성 연기자이다. 1940년대 당시 일제강점기 시절 조선에서 가장 유명해진 여배우로 평가하였다.

## 약력
1914년 당시 일제 강점기 시절의 조선 시대 당시의 평안북도 정주군에서 출생하였던 김선영은 본명이 김평숙(金平淑)이다. 1931년에 자신이 처음 제작한 영화인 방아타령에 출연하였고, 그 뒤로 화조회의 일원으로 라디오 프로그램에 출연시켰고 중외극장과 태양극장 등에 가담하여 연극 배우로 활동하였고, 가수로 음반 제작까지 동참시켰던 것으로 드러나고 있다.